# Krzelków (gromada)
Krzelków (od 1 I 1960 Czernczyce) – dawna gromada, czyli najmniejsza jednostka podziału terytorialnego Polskiej Rzeczypospolitej Ludowej w latach 1954–1972.
Gromady, z gromadzkimi radami narodowymi (GRN) jako organami władzy najniższego stopnia na wsi, funkcjonowały od reformy reorganizującej administrację wiejską przeprowadzonej jesienią 1954 do momentu ich zniesienia z dniem 1 stycznia 1973, tym samym wypierając organizację gminną w latach 1954–1972.
Gromadę Krzelków z siedzibą GRN w Krzelkowie utworzono – jako jedną z 8759 gromad na obszarze Polski – w powiecie ząbkowickim w woj. wrocławskim, na mocy uchwały nr 33/54 WRN we Wrocławiu z dnia 2 października 1954. W skład jednostki weszły obszary dotychczasowych gromad: Krzelków i Czerńczyce ze zniesionej gminy Henryków oraz Lipa ze zniesionej gminy Nieszków w tymże powiecie. Dla gromady ustalono 12 członków gromadzkiej rady narodowej.
1 stycznia 1960 do gromady Krzelków włączono wieś Sieroszów ze zniesionej gromady Stolec w tymże powiecie; z gromady Krzelków wyłączono natomiast wieś Lipa, włączając ją do znoszonej gromady Nieszków tamże; po zmianach tych gromadę Krzelków zniesiono, przenosząc siedzibę GRN z Krzelkowa do Czernczyc i zmieniając nazwę jednostki na gromada Czernczyce.